# Sparviero (porte-avions)
Pour les articles homonymes, voir Sparviero.
Le Sparviero était un porte-avions italien converti à partir du paquebot transatlantique Augustus pendant la Seconde Guerre mondiale. Les travaux commencent en septembre 1942 mais le bâtiment ne sera jamais achevé. Il sera démoli en 1951.

## Origine
En 1936, un projet a été élaboré pour transformer le navire à moteur de passagers SS Roma ou alternativement le navire à moteur Augustus en un porte-avions auxiliaire. Le projet a été développé par le colonel Luigi Gagnotto, ingénieur naval. L'idée est abandonnée jusqu'en 1941, lorsque le désastre de la bataille du Cap Matapan, au cours de laquelle la marine italienne perd trois croiseurs lourds d'un seul coup, met en évidence la contribution significative qu'une utilisation coordonnée de la force aérienne pourrait apporter et qu'il est décidé de toute urgence de doter la Regia Marina d'un porte-avions.
Le navire a été construit pour la société "Navigazione Generale Italiana" de Gênes par le chantier naval G. Ansaldo & Co de Sestri Ponente (frazione de Gènes), où il a été lancé le 13 décembre 1926 et baptisé Augustus. La marraine du navire lors du lancement était Edda Mussolini, fille du chef du gouvernement italien, Benito Mussolini. À l'époque, le Augustus était le plus grand navire à moteur pour passagers au monde, équipé d'une propulsion diesel avec quatre moteurs Savoja M.A.N 2 temps à double effet qui développaient 28 000 ch (20 600 kW), permettant au navire d'atteindre une vitesse de 19-20 nœuds (35-37 km/h).

## Caractéristiques
La transformation du paquebot "Augustus" en porte-avions a été ordonnée en 1941. Le projet était basé sur celui développé par le colonel Luigi Gagnotto, ingénieur naval, et les travaux ont commencé en septembre 1942 au chantier naval Ansaldo de Gênes.
De la transformation du navire, rebaptisé d'abord "Falco" puis "Sparviero", devait naître un porte-avions d'escorte, équipé d'un seul hangar avec deux ascenseurs et fermé au-dessus par un pont d'envol sans îlot qui se terminait 45 mètres avant la proue, à l'exception d'une étroite piste qui atteignait l'extrême proue. L'armement principal serait disposé de part et d'autre du gaillard d'avant, au niveau du pont hangar, et à l'arrière, et aucune structure en îlot n'était envisagée, car les gaz d'échappement des moteurs diesel seraient expulsés latéralement sous le niveau du pont d'envol. Esthétiquement, le design rappelle beaucoup les porte-avions japonais par l'absence d'îlot et le pont fixé à la coque par des pylônes, mais il avait l'originalité de la catapulte de lancement à l'arrière qui dépassait le pont d'envol. La présence d'un pont d'envol de seulement 180 mètres, interrompu par la catapulte de lancement, constituait un choix technique unique pour les porte-avions. Au moins deux catapultes étaient prévues pour le lancement de l'avion. L'effectif prévu était de 34 chasseurs ou 16 chasseurs et 9 bombardiers-torpilleurs.
Le système de moteur resterait celui d'origine, capable de propulser l'unité à une vitesse d'environ 20 nœuds.
Au cours des travaux de transformation, les superstructures, le gaillard d'arrière, les ponts et les cabines supérieures ont été retirés. Les côtés ont été équipés de blindages en plaques d'acier et un épais pont d'envol en acier a été construit pour le décollage et l'atterrissage des avions.
L'armement prévu était de douze canons anti-navires et anti-aériens de 135/45 mm en quatre systèmes triples, le même nombre de canons anti-aériens de 65/64 mm Mod. 1939 en systèmes simples, 132 mitrailleuses de 20/65 mm Mod. 35 en 22 systèmes sextuples, avec toutes les armes à bord positionnées dans des étagères latérales.

## Armistice

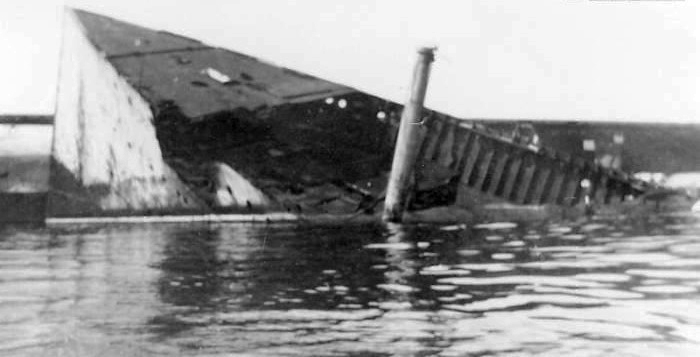
L'épave du Sparviero à l'embouchure du port de Gênes

En raison des difficultés croissantes de la guerre, il n'a pas été possible de terminer les travaux. Au moment de l'armistice du 8 septembre 1943 (Armistice de Cassibile), les travaux n'en étaient encore qu'à leurs débuts, les superstructures venaient d'être enlevées, bien qu'il existe une photo du navire en manœuvre devant la plage de Sampierdarena sur laquelle le pont d'envol semble avoir été achevé.
Après l'armistice, le navire est capturé par les Allemands qui, le 5 octobre 1944, lors de leur retraite, pour empêcher l'utilisation du port de Gênes par les Alliés, remorquent la coque à l'embouchure du port de Gênes, la coulant. 
En 1947, après la guerre, l'épave a été récupérée et vendue pour être démolie, ce qui a eu lieu en 1951.